# Andrew Peter Wypych

Bischofswappen von Andrew Peter Wypych

Andrew Peter Wypych (* 5. Dezember 1954 in Kazimierza Wielka) ist ein polnischer römisch-katholischer Geistlicher und emeritierter Weihbischof in Chicago.

## Leben
Andrew Peter Wypych empfing am 6. Mai 1978 durch den Erzbischof von Krakau, Karol Kardinal Wojtyła, die Diakonenweihe. Nach Wojtyłas Wahl zum Papst spendete ihm dessen Nachfolger als Erzbischof, Franciszek Macharski, am 29. April 1979 in der Wawel-Kathedrale das Sakrament der Priesterweihe. Am 1. September 1989 wurde Andrew Peter Wypych in den Klerus des Erzbistums Chicago inkardiniert.
Am 13. Juni 2011 ernannte ihn Papst Benedikt XVI. zum Titularbischof von Naraggara und zum Weihbischof in Chicago. Der Erzbischof von Chicago, Francis Kardinal George OMI, spendete ihm am 10. August desselben Jahres in der Kathedrale von Chicago die Bischofsweihe; Mitkonsekratoren waren der Militärbischof von Polen, Józef Guzdek, und der Erzbischof von San Antonio, Gustavo García-Siller MSpS.
Papst Franziskus nahm am 19. September 2023 seinen vorzeitigen Rücktritt an.